# 9780 Bandersnatch
9780 Bandersnatch eller 1994 SB är en asteroid i huvudbältet som upptäcktes den 25 september 1994 av de båda japanska astronomerna Takeshi Urata och Yoshisada Shimizu vid Nachi-Katsuura-observatoriet. Den är uppkallad efter karaktären Bandersnatch i Jabberwocky av Lewis Carroll.
Asteroiden har en diameter på ungefär 6 kilometer.